# Kolami
Kolami ist eine in Mittelindien verbreitete dravidische Sprache. Sie gehört zum zentraldravidischen Zweig dieser Sprachfamilie, somit sind ihre nächsten Verwandten Gadaba, Naiki und Parji. Nach der indischen Volkszählung 2001 hat das Kolami rund 122.000 Sprecher, davon 90.000 im Bundesstaat Maharashtra (Distrikt Yavatmal) und 32.000 im Bundesstaat Telangana (Distrikt Adilabad). Die meisten Kolami-Sprecher sind zweisprachig in der jeweiligen regionalen Mehrheitssprache (Marathi oder Telugu).
Kolami verfügt als Sprache der illiteraten Adivasi-Stammesbevölkerung über keine Schrifttradition und demnach auch über keine Standardvariante. Die Sprache zerfällt daher in mehrere lokale Dialekte. Kolami ist stark von den benachbarten Sprachen beeinflusst worden: 55 % des Kolami-Wortschatzes ist dravidischen Ursprungs, 35 % sind Lehnwörter aus indoarischen Sprachen (vor allem Marathi), 10 % sind unbekannten Ursprungs. Von den dravidischen Wörtern stammen wiederum 30 % aus dem Telugu. Die ersten Aufzeichnungen der Sprache entstanden 1937–1938 in Feldforschung, 1955 wurde erstmals eine wissenschaftliche Beschreibung der Sprache veröffentlicht.